# Бойова психічна травма

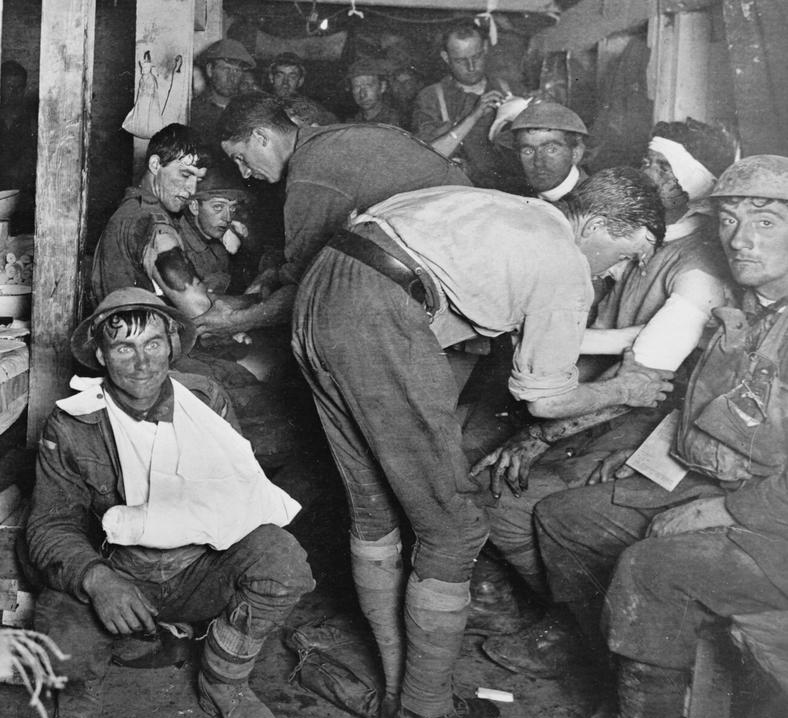
Знімок на перев'язувальному пункті поблизу Іпра, 1917. Поранений солдат у лівому нижньому куті має відчужений погляд — частий симптом БПТ

Бойова психічна травма (БПТ) — психічна травма, викликана впливом факторів бойової обстановки. Призводить до розладів психіки різного ступеня тяжкості. Боєць, який отримав БПТ, не здатний вести бойові дії. Слід відрізняти від контузії, отруєння та інших бойових ушкоджень, які мають соматичний характер.

## Історія
Ще у 1871 році Якоб Мендес да Коста описав психосоматичні порушення у солдатів часів громадянської війни в США. В клінічній картині у них домінували кардіологічні симптоми, що дозволило автору назвати цей стан «солдатське серце».
Бойова психічна травма (англ. shellshock — снарядний шок) вперше була визнана як особливий феномен воєнного часу під час Першої світової війни у Канаді, США та більшості європейських країн. Зважаючи на те, що багато солдатів ставали паралізованими, глухими й німими без будь-яких вказівок на органічні ушкодження, деякі невропатологи та психіатри почали розглядати можливість того, що артилерійський вогонь сам по собі викликає невротичну хворобу. Термін shellshock був уведений в обіг британським психіатром Чарльзом Майерсом узимку 1915 року та з самого початку викликав суперечки. У 1917 році британське військово-медичне товариство (The Army Medical Society) навіть наклало заборону на його використання.
Однак ще до цього, під час російсько-японської війни 1904—1905 років, російські психіатри закликали військово-медичну владу офіційно визнати психіатричних пацієнтів, які опинилися у військових госпіталях, саме психічно хворими (а не симулянтами або соматичними хворими). Ряд російських психіатрів пропонував пояснювати неврози, пов'язані з війною, за допомогою поняття «травматичний невроз». П. М. Автократов, начальник психіатричного відділення варшавського Уяздовського військового госпіталю, був призначений уповноваженим Червоного Хреста з психіатричних питань на Далекому Сході. До осені 1904 року він почав організовувати психіатричний госпіталь у Харбіні, кілька психіатричних приймально-сортувальних станцій на лінії фронту та спеціальні евакуаційні поїзди для перевезення психічно хворих на довгострокове лікування. Саме це змусило одного американського спостерігача заявити, що «вперше у світовій історії фахівці особливо доглядали за психічно хворими — від лінії фронту до тилу».
На початку Першої світової війни Міністерство внутрішніх справ Російської імперії 25 липня (7 серпня) 1914 року розіслало циркуляр губернаторам з проханням визначити кількість наявних місць у будинках для душевнохворих і підготувати земські психіатричні лікарні, а також психіатричні палати лікарень для прийняття нових військових пацієнтів. Але взимку 1914—1915 років потік психіатричних пацієнтів з фронту і з тилових підрозділів не вміщувався в існуючі психіатричні установи Росії. Перша світова війна була більш психотравмуючою порівняно з попередніми війнами. Артилерійська канонада цілими тижнями, величезні втрати живої сили, коли лише один снаряд міг виводити з ладу десятки людей, позиційна війна, що означала багато тижнів і місяців перебування у брудних, сирих окопах, в очікуванні смерті, викликали виснаження нервової системи.
Друга світова війна відновила інтерес до військових стресових реакцій, з'явився термін «невроз воєнного часу». У 1952 році Американське психіатричне товариство включило в класифікацію DSM 2 «реакцію на сильний емоційний і фізичний стрес».

## Значущість
Досвід бойових дій підтверджує, що війська поряд з неминучими фізичними втратами несуть відчутні психологічні втрати. Це, насамперед, пов'язано з отриманням воїнами бойових психічних травм, які, в свою чергу, призводять до розладів психічної діяльності, повної або часткової втрати боєздатності.
— (рос.)О. О. Кадочніков «Психологічна підготовка до рукопашного бою» // «Фенікс» 2003.- 301 с. ISBN 5-222-3320-1

## Класифікація
Існує кілька класифікацій та мовних формулювань. Одною із найрозповсюдженіших є класифікація, де БПТ розглядається як різновид посттравматичного стресового розладу (ПТСР).

## Причини
Одним із важливих чинників, що призводить до БПТ, є небезпека, що загрожує життю і здоров'ю, що як правило, пов'язано зі сприйняттям картини загибелі та поранень інших людей.

## Клінічна картина
БПТ можна розділити на дві групи. У першому випадку прояви БПТ виникають у відносно короткий проміжок часу, практично в момент виникнення психотравмуючої ситуації. Військовослужбовець, який отримав БПТ, може впасти в повну загальмованість (ступор), слабо або зовсім не реагувати на навколишню обстановку або, навпаки, виявляти високу рухову активність (кидатися, кричати тощо). У важких випадках виникають порушення слуху, зору, мови, координації рухів.
При цьому БПТ потрібно відрізняти від прояву розгубленості або боягузтва: ніякі заклики, умовляння, погрози, ляпаси не виводять людину із стану дезорієнтації і лише можуть погіршити наслідки БПТ.
До другої групи відносяться БПТ, що розвиваються відносно тривалий час під впливом менш виражених, але постійних факторів. У цьому випадку накопичення психічної напруги відбувається постійно та непомітно для військовослужбовця. Він може стати замкнутим, похмурим, грубо реагувати на звернення до себе з боку товаришів.
Командири підрозділів повинні вміти своєчасно виявляти військовослужбовців з ознаками розвитку психотравм, при яких вони повинні бути евакуйовані з поля бою. Критеріями при цьому є неможливість виконання бойових обов'язків, деморалізаційний вплив осіб з БПТ на особовий склад підрозділу, загроза з їхнього боку безпеці інших людей.